# Marin Bukmir
Marin Bukmir je hrvatski skladatelj, tekstopisac i izvođač hrvatske pop glazbe.
Komponirao je pjesme za Miroslava Škoru, Emiliju Kokić, Jacquesa Houdeka, Gazde i Jasmina Stavrosa. Za hrvatsko glazbeno natjecanje u organizaciji HRT-a, Doru, napisao je kompozicije 1999. i 2002. godine.

## Diskografija
- 1995. – Za ljubav tvoju
- 1999. – Dio puta mog
- 1999. – Hajde
- 2001. – Ja sam tu
- 2001. – Vjerujem u nas
- 2002. – Sve najbolje
- 2005. – Zlatna kolekcija
- 2007. – Zlatna kolekcija

## Pjevač
Kao pjevač poznat je po izvedbi pjesme Sveta Zemlja Hercegovina. Pjesma je ljubavni doprinos prema gradu Ljubuškom i Hercegovini. Također je i izvođač najnovije himne Nogometnog kluba Zagreb.

## Vanjske poveznice
- Diskografija